# Polophylax

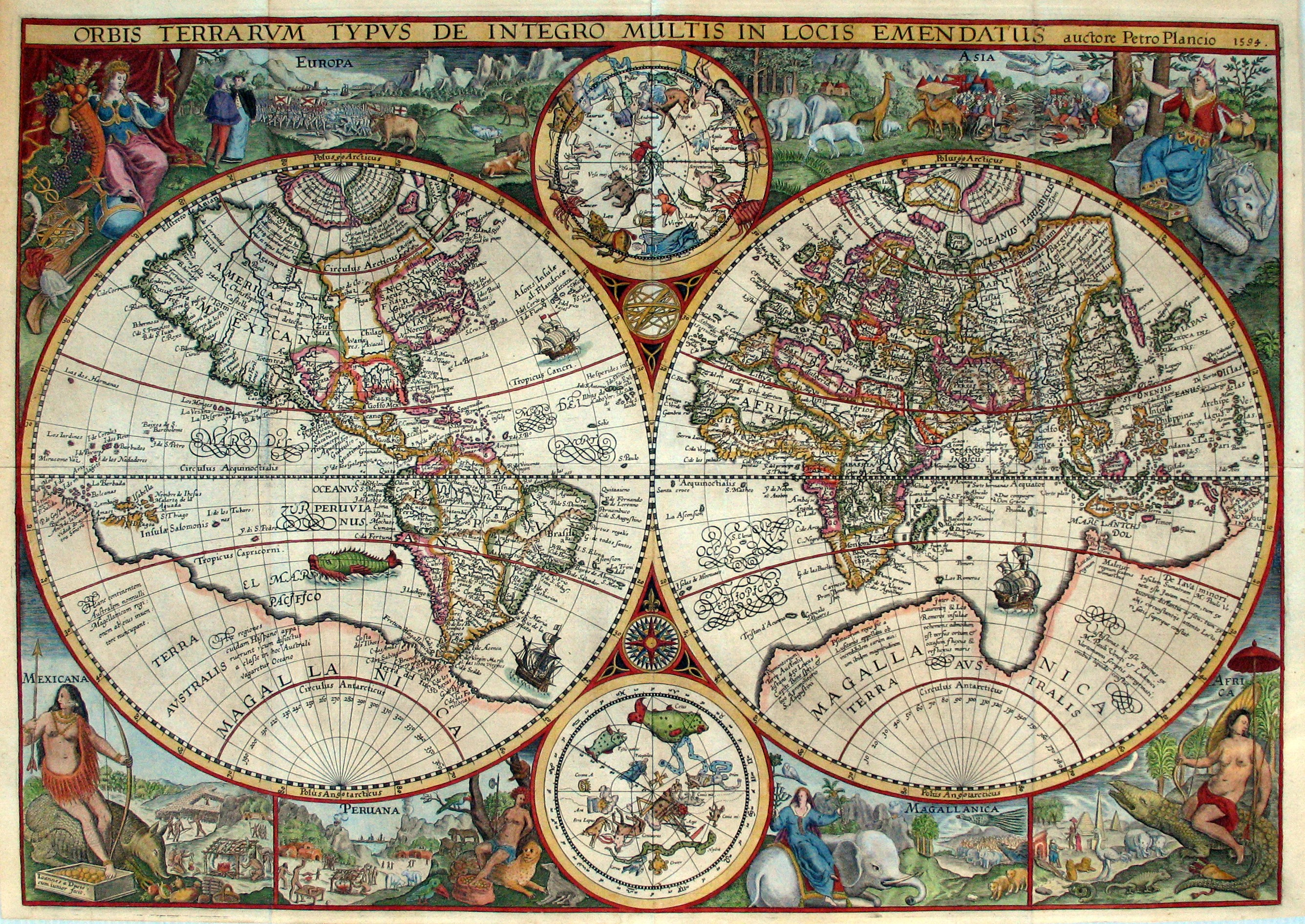
Mapas del mundo de la década de 1590, mapas del mundo de doble hemisferio del, mapas con figuras, Petrus Plancius

Polophylax (en griego "el guarda del polo [sur] celeste") era una constelación austral situada en el lugar que actualmente ocupan Tucana y Grus.
Fue introducida por Petrus Plancius en los pequeños planisferios celestes que decoraban su gran mapa mural de 1592. También aparece en su pequeño mapa mundial de 1594 y en mapas murales copiados de Plancius.
Polophylax fue reemplazada por las doce constelaciones que Petrus Plancius formó a finales de 1597 o principios de 1598 a partir de las observaciones de estrellas del sur de Pieter Dirkszoon Keyser y Frederick de Houtman.